# Serapeu de Sacará
Serapeu de Sacará era o antigo local de sepultamento egípcio para touros sagrados do culto de Ápis em Mênfis. Acreditava-se que os touros eram encarnações do deus Ptá, que se tornaria imortal após a morte como Osíris-Ápis, um nome que evoluiu para "Serápis" (Σέραπις) no período helenístico, e Userhapi (ⲟⲩⲥⲉⲣϩⲁⲡⲓ) em copta. É uma das catacumbas de animais na necrópole de Sacará, que também contém os túmulos das vacas mães de Ápis, o serapeu de Iseum.
Ao longo de um período de aproximadamente 1400 anos, do Império Novo do Egito até o fim do Reino Ptolemaico, pelo menos sessenta Ápis foram enterrados no serapeu. Túmulos isolados foram construídos para os primeiros enterros. À medida que o culto ganhava importância, galerias subterrâneas eram escavadas para conectar as futuras câmaras funerárias. Acima do solo, o recinto principal do templo era complementado por santuários, oficinas, alojamentos e quarteirões administrativos.
A partir da Época Baixa, a maioria dos Ápis foi enterrada em grandes sarcófagos, que pesam cerca de 40 toneladas e têm tampas de 25 t. Eles foram movidos com a ajuda de guinchos, rolos e alavancas. Para abaixá-los até sua posição final, as câmaras foram primeiro preenchidas com areia, que então foi gradualmente removida. Apenas quatro dos 24 sarcófagos sobreviventes estão inscritos. A qualidade das inscrições varia, as de Amósis II foram lindamente executadas, enquanto as de um sarcófago anônimo foram apenas riscadas grosseiramente na superfície polida.
O serapeu foi fechado no início do período romano, depois de 30 a.C. Nos séculos subsequentes, houve saques em larga escala. Muitas das superestruturas foram desmontadas, os jazigos arrombados e a maioria dos Apis mumificados e seus opulentos bens funerários removidos.
Em 1850, Auguste Mariette redescobriu o serapeu e o escavou nos anos seguintes. Ele encontrou dois sepultamentos de Ápis intactos, bem como milhares de objetos relacionados a séculos de atividade de culto. Estes incluíam estelas comemorativas com datas relacionadas à vida e morte dos touros sagrados e à construção de seus jazigos. Esses dados foram cruciais para o estabelecimento de uma cronologia egípcia no século XIX.
As Grandes Abóbadas do Serapeu, conhecidas pelos grandes sarcófagos de touros mumificados, são acessíveis aos visitantes.